# Roy Chaderton
Roy Chaderton, de son nom complet Roy Antonio María Chaderton Matos, est un avocat, diplomate et homme politique vénézuélien, né à Caracas le 17 août 1942. Ministre des Relations extérieures entre 2002 et 2004 sous la présidence d'Hugo Chávez, il est l'actuel ambassadeur du Venezuela en Suisse depuis 2021. Il a auparavant été ambassadeur du Venezuela dans de nombreux pays, au Saint-Siège en 2018, et également en Pologne, en Allemagne, en Belgique, au Gabon, en Norvège, au Mexique de 2006 à 2007, au Canada de 1993 à 1994, en France de 2004 à 2007, au Royaume-Uni à l'arrivée de Chávez à la présidence puis en Colombie après qu'il a apporté sous soutien au nouveau président.

## Carrière politique

### Controverses
Le 22 septembre 2017, il est sanctionné par le gouvernement du Canada, comme 39 autres responsables gouvernementaux de la présidence de Nicolás Maduro, notamment par le gel de ses avoirs et l'interdiction de transactions, avec des citoyens canadiens au Canada ou à l'étranger.